# WD United
WD United war ein Fußballverein aus George Town auf den Cayman Islands.

## Geschichte
Der Verein wurde 1996 als Western Union FC gegründet, bevor er zur Saison 2005/06 seinen Namen zu Money Express änderte. Ein Jahr später erfolgte die Umbenennung zu WD United. Noch während der Saison 2006/07 wurde der Verein vom Ligabetrieb der Cayman Islands League ausgeschlossen, nachdem er zweimal nicht zu Spielen angetreten war. Dem Verein wurde das Spielrecht auch für die folgende Saison 2007/08 verwehrt wurde.
Der Verein spielte im 2.500 Zuschauer fassenden Stadion The Annex in George Town. Der letzte Trainer des Vereins war Jocelyn Morgan.

## Erfolge
- Meister der Cayman Islands League: 2

1999/00, 2004/05
- Cayman Islands FA Cup : 1

2004/05